# Stephen Kasper
Pour les articles homonymes, voir Kasper.
Stephen Neil Kasper (né le 28 septembre 1961 à Montréal, Québec, au Canada) est un joueur professionnel canadien de hockey sur glace devenu entraîneur.

## Biographie
Joueur de petit gabarit, il réussit néanmoins à se faire repêcher par les Bruins de Boston lors du repêchage de 1980. Il joue junior dans la Ligue de hockey junior majeur du Québec. Une fois sa carrière junior terminée, il rejoint les Bruins lors de la saison 1980-1981. Il marque 56 points lors de sa première saison professionnelle. La saison suivante, il remporte le trophée Frank-J.-Selke.
Le 9 janvier 1985, il réussit à marquer deux buts en désavantage numérique lors de la même pénalité. Il continue à évoluer avec les Bruins jusqu'à la saison 1988-1989 puis rejoint les Kings de Los Angeles. Il prend sa retraite de joueur au terme de la saison 1992-1993 après une saison partagé entre les Flyers de Philadelphie et le Lightning de Tampa Bay.
En 1994-1995, il devient entraîneur-chef des Bruins de Providence de la Ligue américaine de hockey. La saison suivante, il est nommé entraîneur-chef des Bruins de Boston, poste qu'il occupe jusqu'à la fin de la saison 1996-1997, où il est remplacé par Pat Burns.

## Statistiques

### Joueur
| Saison     | Équipe                    | Ligue      |     | Saison régulière | Saison régulière | Saison régulière | Saison régulière | Saison régulière |    | Séries éliminatoires | Séries éliminatoires | Séries éliminatoires | Séries éliminatoires | Séries éliminatoires |
| Saison     | Équipe                    | Ligue      | PJ  | B                | A                | Pts              | Pun              | PJ               | B  | A                    | Pts                  | Pun                  |                      |                      |
| 1977-1978  | Éperviers de Verdun       | LHJMQ      | 63  | 26               | 45               | 71               | 16               |                  |    |                      |                      |                      |                      |                      |
| 1978-1979  | Éperviers de Verdun       | LHJMQ      | 67  | 37               | 67               | 104              | 53               | 11               | 7  | 6                    | 13                   | 22                   |                      |                      |
| 1979-1980  | Éperviers de Verdun/Sorel | LHJMQ      | 70  | 57               | 65               | 122              | 117              |                  |    |                      |                      |                      |                      |                      |
| 1980-1981  | Éperviers de Sorel        | LHJMQ      | 2   | 2                | 5                | 7                | 0                |                  |    |                      |                      |                      |                      |                      |
| 1980-1981  | Bruins de Boston          | LNH        | 76  | 21               | 35               | 56               | 94               | 3                | 0  | 1                    | 1                    | 0                    |                      |                      |
| 1981-1982  | Bruins de Boston          | LNH        | 73  | 20               | 31               | 51               | 72               | 11               | 3  | 6                    | 9                    | 22                   |                      |                      |
| 1982-1983  | Bruins de Boston          | LNH        | 24  | 2                | 6                | 8                | 24               | 12               | 2  | 1                    | 3                    | 10                   |                      |                      |
| 1983-1984  | Bruins de Boston          | LNH        | 27  | 3                | 11               | 14               | 19               | 3                | 0  | 0                    | 0                    | 7                    |                      |                      |
| 1984-1985  | Bruins de Boston          | LNH        | 77  | 16               | 24               | 40               | 33               | 5                | 1  | 0                    | 1                    | 9                    |                      |                      |
| 1985-1986  | Bruins de Boston          | LNH        | 80  | 17               | 23               | 40               | 73               | 3                | 1  | 0                    | 1                    | 4                    |                      |                      |
| 1986-1987  | Bruins de Boston          | LNH        | 79  | 20               | 30               | 50               | 51               | 3                | 0  | 2                    | 2                    | 0                    |                      |                      |
| 1987-1988  | Bruins de Boston          | LNH        | 79  | 26               | 44               | 70               | 35               | 23               | 7  | 6                    | 13                   | 10                   |                      |                      |
| 1988-1989  | Bruins de Boston          | LNH        | 49  | 10               | 16               | 26               | 49               |                  |    |                      |                      |                      |                      |                      |
| 1988-1989  | Kings de Los Angeles      | LNH        | 29  | 9                | 15               | 24               | 14               | 11               | 1  | 5                    | 6                    | 10                   |                      |                      |
| 1989-1990  | Kings de Los Angeles      | LNH        | 77  | 17               | 28               | 45               | 27               | 10               | 1  | 1                    | 2                    | 2                    |                      |                      |
| 1990-1991  | Kings de Los Angeles      | LNH        | 67  | 9                | 19               | 28               | 33               | 10               | 4  | 6                    | 10                   | 8                    |                      |                      |
| 1991-1992  | Flyers de Philadelphie    | LNH        | 16  | 3                | 2                | 5                | 10               |                  |    |                      |                      |                      |                      |                      |
| 1992-1993  | Flyers de Philadelphie    | LNH        | 21  | 1                | 3                | 4                | 2                |                  |    |                      |                      |                      |                      |                      |
| 1992-1993  | Lightning de Tampa Bay    | LNH        | 47  | 3                | 4                | 7                | 18               |                  |    |                      |                      |                      |                      |                      |
| Totaux LNH | Totaux LNH                | Totaux LNH | 821 | 177              | 291              | 468              | 554              | 94               | 20 | 28                   | 48                   | 82                   |                      |                      |

### Entraîneur
| Saison    | Équipe               | Ligue |    | PJ | V  | D  | N                   |  | Séries éliminatoires |
| 1994-1995 | Bruins de Providence | LAH   | 80 | 39 | 30 | 11 | Défaite au 2e tour  |  |                      |
| 1995-1996 | Bruins de Boston     | LNH   | 82 | 40 | 31 | 11 | Défaite au 1er tour |  |                      |
| 1996-1997 | Bruins de Boston     | LNH   | 82 | 26 | 47 | 9  | Non qualifiés       |  |                      |

## Trophées et honneurs personnels
- 1982 : gagnant du trophée Frank-J.-Selke

## Transactions
- 23 janvier 1989 : échangé aux Kings de Los Angeles par les Bruins de Boston en retour de Bob Carpenter pour compléter l'échange qui a envoyé Jay Miller aux Kings le 22 janvier 1989 ;
- 30 mai 1991 : échangé aux Flyers de Philadelphie par les Kings de Los Angeles avec Steve Duchesne et d'un choix de 4e ronde (Aris Brimanis) lors du repêchage d'entrée dans la LNH en 1991 en retour de Jeff Chychrun et de Jari Kurri ;
- 8 décembre 1992 : échangé au Lightning de Tampa Bay par les Flyers de Philadelphie en retour de Daniel Vincelette.